# Marianne Fischer (Schauspielerin, 1799)
Marianne Fischer (1799 in Wien – 23. Jänner 1859 in Graz) war eine österreichische Theaterschauspielerin.

## Leben
Fischer, ein Schauspielerkind, war mehr als 30 Jahre ein Liebling des Hamburger Publikums.